# Telebasis versicolor
Telebasis versicolor är en trollsländeart som beskrevs av Fraser 1946. Telebasis versicolor ingår i släktet Telebasis och familjen dammflicksländor. IUCN kategoriserar arten globalt som otillräckligt studerad. Inga underarter finns listade i Catalogue of Life.